# Hanno (Worms)
Hanno, oft auch Anno († 24. Dezember 978) war Benediktiner und von 950 bis 978 Bischof von Worms.
Hanno entstammte einer adeligen Familie aus dem Umfeld Kaiser Ottos I. Die auf älteren Quellen basierende Wormser Chronik des Friedrich Zorn (1604) sagt über den Bischof „ein Hess mit Namen Hanno“ und führt auch den Text seiner Grabinschrift an. Er begann sein christlich-theologisches Wirken als Mönch der Benediktinerabtei St. Maximin in Trier. König Otto I. bestimmte ihn 937 zum ersten Abt des Mauritiusklosters Magdeburg.
13 Jahre später (950) wurde Hanno auf Geheiß des späteren Kaisers und durch dessen Ernennung der 15. Bischof von Worms. 952 nahm er mit dem Hl. Ulrich an der Synode von Augsburg teil. 964 hielt sich Bischof Hanno in Rom auf; in der Engelweihbulle bezüglich des Schweizer Benediktinerklosters Maria Einsiedeln, nennt ihn Papst Leo VIII. am 11. November des Jahres unter den Prälaten, die aus Deutschland nach Rom gekommen seien und von ihm in dieser Sache zu Rate gezogen wurden. 970 weilte Hanno erneut in Italien, wo er am 29. März, zu Ravenna, neben der Kaiserin und Kronprinz Otto, als Zeuge einer Urkunde Kaiser Otto I. für das Trierer Kloster St. Maximin erscheint. 976 übertrug ihm Kaiser Otto II. das Benediktinerkloster Mosbach.
Da der 24. Dezember 978 als Todestag von Hanno überliefert ist, wird heute am Heiligen Abend – neben dem von Adam und Eva – auch der Namenstag von Hanno gefeiert.
Hanno wird im Benediktiner-Martyrologium zu den Heiligen gerechnet, sein liturgischer Gedenktag im Bistum Worms war der 20. September.
Gemäß der Wormser Chronik von Friedrich Zorn (1604) war der bischöfliche Nachfolger Hildebold sein Bruder.